# Dreno (cirurgia)
O dreno é um tubo cirúrgico, acoplado a um recipiente, utilizado para remover o pus, sangue ou outros fluidos de uma incisão. Geralmente  é inserido após a cirurgia: não causa cicatrização mais rápida ou impede uma infecção, mas às vezes é necessário para drenar o líquido do corpo, que pode acumular-se e se tornar um foco de infecção.  O dreno têm uma tendência a fechar-se ou entupir, resultando em fluidos retidos que podem contribuir para a infecção ou outras complicações. Assim, os esforços da equipe de saúde devem ser dirigidos para manter e avaliar a permeabilidade. Costumam ser removidos quando os fluídos param de fluir em quantidade consideravel, segundo a média registrada nas medições diárias.
Os drenos podem ser conectadosa recipientes que promovam uma leve sucção, para melhor drenagem. Registro preciso do volume de drenagem, bem como o conteúdo são fundamentais para garantir a cicatrização adequada e controlar o sangramento excessivo. Dependendo da quantidade de drenagem, o paciente pode ter o dreno no lugar de 1 dia a semanas.  Sinais de nova infecção ou grandes quantidades de drenagem deve ser comunicado ao prestador de cuidados de saúde imediatamente. As incisões deverão ter um cuidado especial com a limpeza, e curativos devem ser trocados dariamente, para evitar infecções.

## Tipos
- Dreno Jackson-Pratt - Consiste de um tubo ligado a um bulbo que tem uma porta de drenagem que pode ser aberta para remover o fluido ou ar, o bulbo pode ser espremido para criar a sucção. A drenagem deve ficar sempre abaixo da área da ferida.
- Dreno de Penrose
- Tratamento de feridas de pressão negativa - Envolve o uso de espuma fechada e um dispositivo de sucção ligado, dispositivo de drenagem que promove a granulação tecidual mais rápida, muitas vezes usado para grandes traumas cirúrgicos / não cura feridas.
- Dreno Redivac
- Dreno Pigtail
- Davol
- Drenagem torácica Thopaz+, dreno digital que faz a medição de fuga de ar e drenagem de líquidos.
- Gerente Wound[2]

## Artigos relacionados
- Sistema coletor de drenagem pleural ou mediastinal
- Sistema de aspiração contínua
- Conector tubular